# جيمس ويلسون (سياسي أمريكي)
جيمس ويلسون (بالإنجليزية: James Wilson)‏ هو محامي ودبلوماسي وسياسي أمريكي، ولد في 9 أبريل 1825 في الولايات المتحدة، وتوفي في 8 أغسطس 1867 في فنزويلا. حزبياً، نشط في الحزب الجمهوري. وقد انتخب سفير وانتخب عضو مجلس النواب الأمريكي.